# 平信徒
平信徒（laity；layperson），是指基督宗教中除了圣职人员及教会所认可的修会人员之外所有的基督信徒。又稱教友、會友、信友、俗家弟子。聖職人員不同於平信徒。
教宗葬禮上搬運教宗遺體和棺材的紳士團就是由平信徒組成。